# Adalgisa Nery
Adalgisa Maria Feliciana Noel Cancela Ferreira (Rio de Janeiro, 29 de outubro de 1905 – Rio de Janeiro, 7 de junho de 1980), mais conhecida como Adalgisa Nery, seu nome de casada, foi uma poeta modernista e jornalista brasileira, autora de Ar do Deserto, de 1943, Mundos Oscilantes, publicado entre 1937 e 1952, e A Imaginária, de 1959.

## Biografia

### Infância
Nascida na rua Sebastião Lacerda, no bairro Laranjeiras, Adalgisa era filha do advogado Gualter José Ferreira, natural do Mato Grosso, mas baseado no Rio de Janeiro, e da portuguesa Rosa Cancella Ferreira. Sensível e imaginativa desde cedo, ela ficou órfã de mãe aos oito anos de idade, o que lhe foi um grande impacto, registrado mais tarde em sua obra.
O segundo casamento de seu pai se tornou motivo de conflitos emocionais, pois Adalgisa não se adaptou ao temperamento difícil da madrasta. Estudou como interna em um colégio de freiras e, naquela época, já era vista como "subversiva" por defender as "órfãs" (categoria comum nos colégios religiosos da época), consideradas subalternas e maltratadas. Por essa razão, acabou sendo expulsa da escola. Portanto, a única educação formal que ela recebeu em vida foi a do ensino primário.
Adalgisa era tia e madrinha da miss Brasil Adalgisa Colombo, filha de sua irmã Percília Olga Ferreira. Sobre a tia ela declarava ser de personalidade forte, e que lhe dizia: "minha filhinha, você também é Adalgisa, porém a segunda!"

### Vida com Ismael Nery
Aos quinze anos, Adalgisa se apaixonou por seu vizinho, o pintor Ismael Nery, um dos precursores do Modernismo no Brasil, com quem casou aos dezesseis anos. O casamento durou doze anos, até a morte do pintor em 1934. A partir do casamento, Adalgisa Nery mergulhou em uma vida trepidante, que lhe proporcionou a entrada em um sofisticado circuito intelectual graças a frequentes reuniões em sua casa, uma estada de dois anos na Europa com o marido, e a consequente aquisição de cultura. Porém a vida de Adalgisa foi também muito marcada pelo sofrimento e pela relação conflituosa, muitas vezes violenta, com o marido. O casal teve sete filhos, todos homens, mas somente o mais velho, Ivan, e o caçula, Emmanuel, sobreviveram.
Em 1959 Adalgisa Nery publicou o romance autobiográfico A Imaginária, que se tornou seu maior sucesso editorial. Adalgisa, usando como alter ego a personagem Berenice, descreveu como o fascínio que sentia pelo marido no início do casamento foi substituído por um verdadeiro sentimento de terror pela violência que ele podia assumir na vida cotidiana.
Viúva aos vinte e nove anos, sem muitos recursos financeiros e com dois filhos para criar, Adalgisa foi trabalhar primeiro na Caixa Econômica Federal, mas depois conseguiu arranjar um cargo no Conselho do Comércio Exterior do Itamaraty. Em 1937 lançou seu primeiro livro de poesia, intitulado Poemas.

### Vida com Lourival Fontes
Em 1940 Adalgisa casou com o jornalista e advogado Lourival Fontes, que era o diretor do Departamento de Imprensa e Propaganda (DIP), criado por Getúlio Vargas em 1939, para difundir a ideologia do Estado Novo.
Seguiu o segundo marido em funções diplomáticas em Nova Iorque, de 1943 a 1945, e como embaixador no México em 1945. No México desenvolveu amizade com os pintores Diego Rivera, José Orozco (ambos a retrataram), Frida Kahlo, David Siqueiros e Rufino Tamayo. Em 1952 viajou novamente àquele país, como embaixadora plenipotenciária, para representar o Brasil na posse do presidente Adolfo Ruiz Cortines. Recebeu a Ordem da Águia Asteca, nunca antes concedida a uma mulher, em virtude de suas conferências sobre Juana Inés de la Cruz.
O casamento com Lourival durou treze anos, e a separação ocorreu quando ele se apaixonou por outra mulher. 

### Jornalista e política
Em razão do grande sofrimento causado pelo abandono de Lourival Fontes, e apesar de seu valor literário ser reconhecido não só no Brasil como na França, onde uma coletânea de poemas foi traduzida por Pierre Seghers, Adalgisa resolveu destruir a própria fama e renegar sua obra. A partir daí, tornou-se jornalista, escrevendo para o jornal Última Hora e política. Foi eleita deputada três vezes, primeiro pelo Partido Socialista Brasileiro (PSB) e depois, no tempo do bipartidarismo, pelo Movimento Democrático Brasileiro (MDB). Em 1969 teve o mandato e seus direitos políticos cassados.
Encontra-se colaboração da sua autoria na revista luso-brasileira Atlântico.

### Últimos anos
Pobre e desamparada, sem ter onde morar, após em vida ter doado tudo para os filhos, Adalgisa passou a residir entre 1974 e 1975 em uma casa do comunicador Flávio Cavalcanti, em Petrópolis, onde viveu como reclusa. Contrariando seu propósito de nunca mais dedicar-se à literatura, ela escreveu e publicou ainda dois livros de poesia, dois de contos, um de artigos e um romance, Neblina.  O romance foi dedicado a Cavalcanti, considerado "dedo-duro" pela Ditadura, em gratidão pelo acolhimento que lhe dera. No conflito entre o que seria "politicamente correto" e a lealdade a um amigo, Adalgisa escolheu, sem hesitar, o caminho do afeto. Em razão disso, o livro foi ignorado pela crítica.
Em 1975 passou a morar na casa de seu filho mais moço, Emmanuel. Em maio de 1976, deixou um bilhete para o filho e se internou sozinha, por livre e espontânea vontade, sem ter doença alguma, numa casa de repouso para idosos, em Jacarepaguá. Emmanuel, quando chegou em casa, surpreso, não encontrou mais a mãe. Um ano mais tarde, ela sofreu um acidente vascular cerebral e ficou afásica e hemiplégica. Três anos mais tarde, aos setenta e quatro anos, faleceu. 
Seu percurso literário e imagético como mulher admirada, escritora, política e jornalista combativa e perseguida, cuja imagem sofreu um apagamento (Damnatio Memoriae), foi abordado na tese acadêmica Damnatio memoriae: Adalgisa Nery, do paraíso perdido das Laranjeiras ao esquecimento, de Geraldo Gomes Brandão Junior.

## Obras
- Poemas, 1937
- A Mulher Ausente (poemas), 1940
- Og (contos), 1943
- Ar do Deserto (poemas), 1943
- Cantos da Angústia (poemas), 1948
- As Fronteiras da Quarta Dimensão (poemas), 1952
- A Imaginária (romance), 1959
- Mundos Oscilantes (poemas) 1962
- Retrato sem Retoque (crônicas), 1966
- 22 menos 1 (contos), 1972
- Neblina (romance), 1972
- Erosão (poemas), 1973

## Condecorações
- Ordem da Águia Asteca